# Trox parvicollis
Trox parvicollis är en skalbaggsart som beskrevs av Clarke H. Scholtz 1986. Trox parvicollis ingår i släktet Trox och familjen knotbaggar. Inga underarter finns listade i Catalogue of Life.